# Albrecht van Pruisen (1490-1568)
Albrecht van Pruisen (Ansbach, 17 mei 1490 - Tapiau, 20 maart 1568) was grootmeester van de Duitse Orde tot zijn bekering tot het lutheranisme in 1525 en was de eerste hertog van Pruisen vanaf dat jaar tot aan zijn dood. Hij was de eerste Europese vorst die het protestantisme instelde als staatsgodsdienst in zijn rijk.

## Biografie

### Vroege jaren
Albrecht werd in Ansbach geboren als de derde zoon van markgraaf Frederik I van Brandenburg-Ansbach en Sofia van Polen. Zijn vader stamde uit een zijtak van het huis Hohenzollern. Hij kreeg een klerikale opleiding en verbleef enige jaren aan het hof van aartsbisschop Herman IV van Hessen die hem benoemde tot kanunnik van de Dom van Keulen. In 1508 vergezelde hij keizer Maximiliaan I tijdens diens reis naar Italië en na zijn terugkeer verbleef hij enige tijd in koninklijk Hongarije.

### Grootmeester
In 1510 overleed Frederik van Saksen, de grootmeester van de Duitse Orde, en werd Albrecht tot diens opvolger verkozen. De orde raakte onder zijn leiding in 1519 in conflict met Polen, wiens gezag hij weigerde te erkennen. Dit conflict zou twee jaar aanhouden tot hij een wapenstilstand tot stand wist te brengen. 
Hij was in 1522 aanwezig bij de Rijksdag van Neurenberg en raakte daar onder de invloed van reformator Andreas Osiander die Albrecht wist te bekeren tot het protestantisme. Hij reisde daarop door naar Wittenberg waar hij advies in won bij Maarten Luther. Deze adviseerde hem om te trouwen en Pruisen om te vormen tot zijn eigen hertogdom. Zijn bekering gebeurde ook om opportuniteitsredenen. Ze liet hem toe de ordestaat te ontbinden, kerkgoederen aan te slaan en voor zichzelf en zijn nageslacht de wereldlijke macht over Pruisen te verwerven.

### Hertog
Sigismund I van Polen ging in op het aanbod om Albrecht te erkennen als hertog, alleen moest het nieuwe hertogdom een leen zijn van Polen. Tijdens een bijeenkomst van de staten in Koningsbergen werd hij erkend als hertog van Pruisen. Toch was zijn bewind niet onbetwist; in 1530 werd de opvolger van Albrecht als grootmeester, Walter van Cronberg op de Rijksdag van Augsburg beleend met Pruisen door de keizer.
In 1544 richtte Albrecht de latere Albertina-universiteit in Koningsbergen op waar hij zijn vriend Osiander aanstelde als professor. Diens leer stuitte echter op tegenstand van Philipp Melanchthon die veel aanhangers in Koningsbergen had. Dit leidde tot opstanden in de stad en doordat Albrecht Osiander steunde werd de opstand alleen maar groter en weldra werd zijn regering ook impopulair. Na de dood van Osiander kwam Albrecht onder invloed te staan van een andere theoloog, Johann Funck. Hij had grote invloed op de hertog tezamen met Paul Skalich en wisten zich enorm te verrijken.
Uiteindelijk grepen de staten in die zich tot Sigismund II van Polen hadden gewend die een commissie naar Koningsbergen stuurde. Skalich vluchtte weg, maar Funck werd geëxecuteerd. Ook werd het regentschap geregeld en een vorm van het lutheranisme ingevoerd die verplicht werd aan alle predikers. Ontheven van zijn macht leefde Albrecht nog twee jaar door op kasteel Tapiau en overleed daar op 20 maart 1568 aan de pest. Hij werd opgevolgd door zijn zwakzinnige zoon Albrecht Frederik.

## Huwelijken en kinderen
Albrecht huwde met Dorothea van Denemarken, dochter van Frederik I van Denemarken, in 1526 en zij kregen zes kinderen:
- Anna Sophia (1527 - 1591), gehuwd met Johan Albrecht I van Mecklenburg-Güstrow
- Catherina (1528)
- Frederik Albrecht (1529 - 1530)
- Lucia Dorothea (1531 - 1532)
- Lucia (1537 - 1539)
- Albrecht (1539)

Hij hertrouwde in 1550 met Anna Maria van Brunswijk-Calenberg-Göttingen (1532-1568), dochter van hertog Erik I van Brunswijk-Calenberg-Göttingen. Zij kregen twee kinderen:
- Elisabeth (1551 - 1596)
- Albrecht Frederik (1553 - 1618), hertog van Pruisen.

## Voorouders
| Overgrootouders                  | Frederik I van Brandenburg (1371–1440) ∞ Elisabeth van Beieren (1383-1442)    | Frederik I van Brandenburg (1371–1440) ∞ Elisabeth van Beieren (1383-1442)    | Frederik II van Saksen (1412-1464) ∞ Margaretha II van Oostenrijk (1416-1486) | Frederik II van Saksen (1412-1464) ∞ Margaretha II van Oostenrijk (1416-1486) | Wladislaus II Jagiello (1351-1434) ∞ 1422 Sophia Holszanski (1405-1461)       | Wladislaus II Jagiello (1351-1434) ∞ 1422 Sophia Holszanski (1405-1461)       | Albrecht II (rooms-koning) (1397-1439) ∞ 1408 Elisabeth van Luxemburg (1409-1442) | Albrecht II (rooms-koning) (1397-1439) ∞ 1408 Elisabeth van Luxemburg (1409-1442) | Albrecht II (rooms-koning) (1397-1439) ∞ 1408 Elisabeth van Luxemburg (1409-1442) | Albrecht II (rooms-koning) (1397-1439) ∞ 1408 Elisabeth van Luxemburg (1409-1442) |
| Grootouders                      | Albrecht Achilles van Brandenburg (1414-1486) ∞ Anna van Saksen (1437-1512)   | Albrecht Achilles van Brandenburg (1414-1486) ∞ Anna van Saksen (1437-1512)   | Albrecht Achilles van Brandenburg (1414-1486) ∞ Anna van Saksen (1437-1512)   | Albrecht Achilles van Brandenburg (1414-1486) ∞ Anna van Saksen (1437-1512)   | Casimir IV van Polen (1427-1492) ∞ 1454 Elisabeth van Oostenrijk (1436-1505)  | Casimir IV van Polen (1427-1492) ∞ 1454 Elisabeth van Oostenrijk (1436-1505)  | Casimir IV van Polen (1427-1492) ∞ 1454 Elisabeth van Oostenrijk (1436-1505)      | Casimir IV van Polen (1427-1492) ∞ 1454 Elisabeth van Oostenrijk (1436-1505)      |                                                                                   |                                                                                   |
| Ouders                           | Frederik I van Brandenburg-Ansbach (1460-1536) ∞ Sophia van Polen (1464-1512) | Frederik I van Brandenburg-Ansbach (1460-1536) ∞ Sophia van Polen (1464-1512) | Frederik I van Brandenburg-Ansbach (1460-1536) ∞ Sophia van Polen (1464-1512) | Frederik I van Brandenburg-Ansbach (1460-1536) ∞ Sophia van Polen (1464-1512) | Frederik I van Brandenburg-Ansbach (1460-1536) ∞ Sophia van Polen (1464-1512) | Frederik I van Brandenburg-Ansbach (1460-1536) ∞ Sophia van Polen (1464-1512) | Frederik I van Brandenburg-Ansbach (1460-1536) ∞ Sophia van Polen (1464-1512)     | Frederik I van Brandenburg-Ansbach (1460-1536) ∞ Sophia van Polen (1464-1512)     |                                                                                   |                                                                                   |
| Albrecht van Pruisen (1490-1568) |                                                                               |                                                                               |                                                                               |                                                                               |                                                                               |                                                                               |                                                                                   |                                                                                   |                                                                                   |                                                                                   |

## Nalatenschap
Door de machtsgreep van Albrecht werd er een dynastie gesticht in Pruisen. Deze dynastie behoorde tot het huis Hohenzollern. Een lid van een andere tak van deze familie, Joachim I Nestor, regeerde als keurvorst van Brandenburg. Door het toedoen van Albrecht kwam Oost-Pruisen terecht bij dezelfde familie als Brandenburg en zouden ze uiteindelijk samen de basis vormen van het Koninkrijk Pruisen.